# I Still Haven't Found What I'm Looking For
"I Still Haven't Found What I'm Looking For" is een nummer van de Ierse band U2. Het nummer werd op 25 mei 1987 wereldwijd als single van het album The Joshua Tree uitgebracht. Het nummer is ook op de cd's The Best of 1980-1990 & B- Sides en Rattle and Hum te vinden.

## Achtergrond
De werktitel van het I Still Haven't Found What I'm Looking For was "Under the Weather". Het nummer had toen nog een andere melodie.
De plaat werd voor het eerst in Tempe, Arizona live gespeeld tijdens het eerste concert van The Joshua Tree Tour. In deze versie verwerkte Bono ook stukjes uit Exodus en Three Little Birds van Bob Marley. Ook op het album Rattle and Hum staat een live-versie, waarin gospelkoor New Voices of Freedom meezingt. Deze versie is opgenomen op 28 september 1987 in Madison Square Garden te New York. Later heeft het koor nog een studioversie opgenomen voor hun album Rockspel.
De plaat werd een wereldwijde hit en bereikte in zowel thuisland Ierland als de VS de nummer 1-positie. In Canada werd de 6e positie bereikt, Australië de 17e, Nieuw-Zeeland de 2e, Zuid-Afrika de 29e, Frankrijk de 37e, Duitsland de 13e, Oostenrijk de 10e, Zwitserland de 18e, Zweden de 11e en in het Verenigd Koninkrijk de 6e positie in de UK Singles Chart. 
In Nederland werd de plaat in de lente van 1987 veel gedraaid op Radio 3 en werd een hit in de destijds twee landelijke hitlijsten op de nationale publieke popzender. De plaat bereikte de 6e positie in zowel de Nederlandse Top 40 als de Nationale Hitparade Top 100. In de Europese hitlijst op Radio 3, de TROS Europarade, werd de 11e positie behaald in de laatste op donderdag 25 juni 1987 uitgezonden editie.
In België bereikte de plaat de 20e positie in de voorloper van de Vlaamse Ultratop 50 en de 13e positie in de Vlaamse Radio 2 Top 30. In Wallonië werd géén notering behaald.
Sinds de editie van december 2001 staat de plaat onafgebroken genoteerd in de jaarlijkse NPO Radio 2 Top 2000 van de Nederlandse publieke radiozender NPO Radio 2, met als hoogste notering een 72e positie in 2006. 

## Covers
"I Still Haven't Found What I'm Looking For" Het is het meest gecoverde nummer van U2. Onder andere zangeres Cher heeft het nummer gecoverd. Zij opende haar Believe-tour met het nummer. De kazoo-versie van Negativland uit 1999 is de meest controversiële cover. Andere artiesten die het nummer gecoverd hebben, zijn:
- Disturbed
- Seal
- Steve Winwood
- Vertical Horizon
- Venice
- The Chimes
- Badesalz (Alarmschijf)

Ook op het album Rhythms del Mundo van Buena Vista Social Club staat een versie van I Still Haven't Found What I'm Looking For, nu in duet met zangeres Coco Freeman.
Tijdens de rechtstreekse televisie-uitzending van The Passion Hemelvaart 2023 op NPO 1, zongen Marlijn Weerdenburg (Maria) en Bertie Wieringa (Maria-Magladena) samen live een Nederlandstalige versie van dit nummer, genaamd: Nog Steeds Niet Gevonden.

## NPO Radio 2 Top 2000
| Nummer met noteringen in de NPO Radio 2 Top 2000 | '99 | '00 | '01 | '02 | '03 | '04 | '05 | '06 | '07 | '08 | '09 | '10 | '11 | '12 | '13 | '14 | '15 | '16 | '17 | '18 | '19 | '20 | '21 | '22 | '23 | '24 |
| ------------------------------------------------ | --- | --- | --- | --- | --- | --- | --- | --- | --- | --- | --- | --- | --- | --- | --- | --- | --- | --- | --- | --- | --- | --- | --- | --- | --- | --- |
| I Still Haven't Found What I'm Looking For       | 75  | -   | 97  | 88  | 118 | 111 | 92  | 72  | 73  | 84  | 102 | 107 | 102 | 121 | 116 | 124 | 132 | 142 | 123 | 128 | 121 | 125 | 142 | 143 | 144 | 128 |

1. ↑  Een '-' betekent dat het nummer niet was genoteerd en een vetgedrukt getal geeft de hoogste notering aan.

Bono · The Edge · Adam Clayton · Larry Mullen jr.